# Cheironitis candezei
Cheironitis candezei är en skalbaggsart som beskrevs av Lansberge 1875. Cheironitis candezei ingår i släktet Cheironitis och familjen bladhorningar. Inga underarter finns listade i Catalogue of Life.